# マルジュ・アユーンの戦い
マルジュ・アユーンの戦い（英：Battle of Marj Ayyun）で、1179年6月10日にサラディン率いるアイユーブ軍がボードゥアン4世王率いる十字軍を破った。ハンセン病で体が不自由だったキリスト側の王は敗走においてあわや囚われるところだった。

## 背景
1177年にサラディンのアイユーブ軍はエジプトからエルサレム王国に侵攻した。その年にボードゥアン王はモンジザールの戦いにおいて奇襲でサラセンの大軍を破った。
1179年にサラディンは再びダマスカス方面から十字軍国家に侵攻した。彼はバニアスに陣を置いて村々とシドン近くの収穫物と沿岸地域を略奪するために襲撃部隊を送った。農民と市民はサラセンの襲撃者のために貧窮化し、フランクの君主に地代を払うことができなくなった。もしそれが止まなければ、サラディンの破壊方針は十字軍王国を弱体化させることだろう。
これに対し、ボードゥアンは軍をガラリヤ海近くのティベリアスへと動かした。そこから彼は北北西のツファットの砦へと進軍した。同方面へと進み続け、彼はテュロスの東南東、およそ13マイル（21キロ）のトロン城に到着した。ウード・ドゥ・サン・アマン率いるテンプル騎士団と伯爵レーモン3世のトリポリ伯国勢と共にボードゥアンは北東へと移動した。

## 戦い
沿岸部の東側から、十字軍は離れたところにあるサラディンのテントを見て取った。ボードゥアンと彼の貴族たちは即座に平地へと駆け下りて攻撃をかけようと決めた。フランク軍が丘を下って移動したため、騎兵部隊はすぐに歩兵を追い越した。数時間送れて十字軍は再集結し、略奪から戻ってきていたサラセンの襲撃部隊と遭遇して簡単にそれを撃破した。
戦勝を信じたフランク軍は油断した。レーモンの騎士とテンプル騎士団のウードはマルジュ・アユーンとリタニ川の間の広い土地へと向った。十字軍の歩兵はその日は早くあわただしい進軍をやめて休憩した。
突如、サラディンの本隊が準備のできていない十字軍に攻撃をかけて大いに破った。その時の評者たちは敗北はウード――彼は戦いで囚われた――のせいだとしている。ボードゥアン王は辛うじて囚われるのを逃れた。病で体が不自由だったために馬に乗れず、彼はサラセン軍の中を突破した一人の護衛の騎士によって安全な場所まで運ばれた。戦いでのフランク側の生存者の多くは戦場からおよそ南西4マイルのボーフォール城へと逃げ込んだ。

## その後
サラディンはヤコブの浅瀬の戦いで、新たに建てられたル・シャステレ砦を破壊することによって即座に勝利を活用した。マルジュ・アユーンの後年、フランクの指導者たちはより危機的になり、次の二つの遠征の記録、ブルヴォワール城の戦いとアル・フレの戦いは性質からして全く防御的だった。

## 註
1. ↑  Smail, p. 186
2. ↑  Smail, p .186
3. ↑  Smail, p. 96
4. ↑  Smail, p. 126